# Ur (Francia)
Ur (in catalano Ur) è un comune francese di 373 abitanti situato nel dipartimento dei Pirenei Orientali nella regione dell'Occitania.

## Geografia fisica

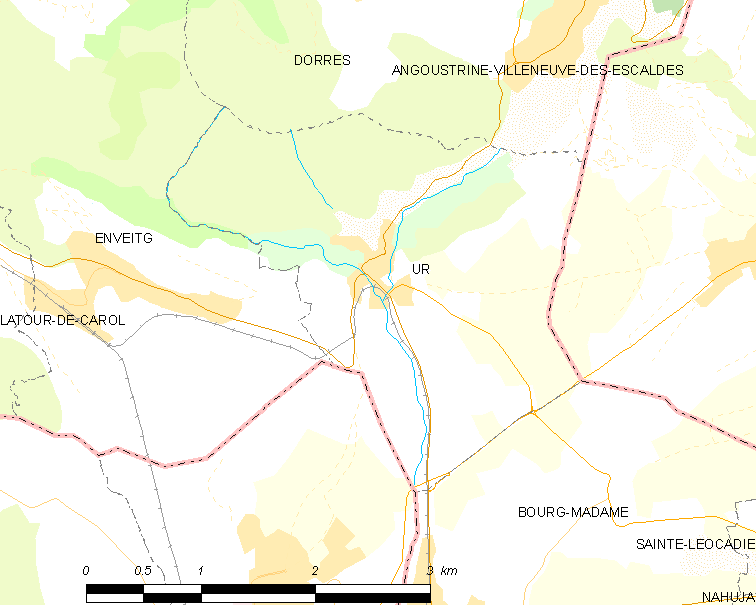
Posizione di Ur

Fa parte della regione storica nota come Cerdagna.

## Società

### Evoluzione demografica
Abitanti censiti